# Zarděnice hřebenitá

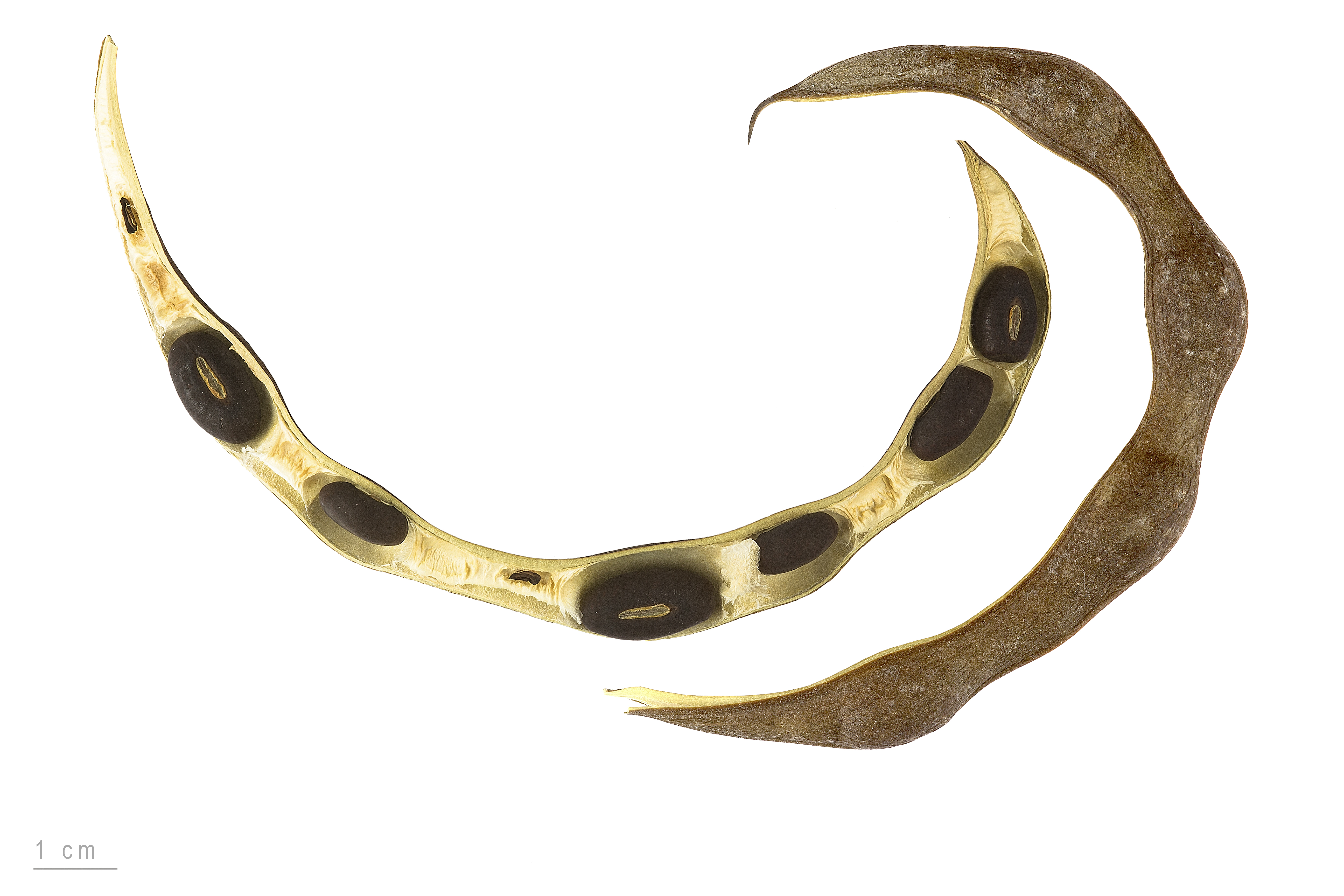
Lusky zarděnice hřebenité

Zarděnice hřebenitá (Erythrina crista-galli), (španělsky El ceibo) je strom z čeledi bobovitých pocházející z povodí řeky Paraná. Dorůstá výšky 5–10 metrů, daří se mu v místech s vysokou hladinou spodní vody. Snáší teploty do −5 °C, v klimaticky příhodných oblastech je vysazován v parcích. Vyznačuje se zářivě červenými květy, proto bývá lidově nazýván kohoutí hřebínek nebo korálový strom.
Zarděnice je národním stromem Argentiny a Uruguaye. Její další názvy jsou korálovec (podle barvy květů), v angličtině Cry - Baby nebo "Crying Baby" (název od velkého množství nektaru v květech).

Rod zarděnice obsahuje stromy, keře a řidčeji i vytrvalé byliny, mající dřevité kořeny. Rod obsahuje kolem 115 druhů rostlin.

## Popis
Listnatý, opadavý strom, dorůstající do výšky 6m až 10m, na kmenech a větvích bývají často kuželovité, tlusté trny.
Listy jsou dekorativní, kožovité, svěží zelené barvy, dlouhé až 30 cm. Jsou řapíkaté, střídavé, trojčetné, na bázi postranních listů jsou na řapíku žláznaté palístky. Spodní strana listů může být lysá, chlupatá nebo sivá od voskového povrchu. Lístky jsou elipsovité až kopinaté. Kvetou často před olistěním. Květy obsahují velké množství vonného nektaru, který láká opylovače (kolibříky), jsou ve velkých a nápadných květenstvích, až 70 cm dlouhých hroznech zářivě červených květů. Vyrůstají ve svazečcích po třech, obvykle červené, růžové nebo oranžové barvy. Květenství jsou úžlabní nebo vrcholová, hroznovitá, vzpřímená nebo horizontální. Květy jsou rozlišeny na kalich a korunu. Kalich je trubkovitý nebo zvonkovitý, na konci uťatý nebo s jedním až pěti zuby, někdy i dvoupyský. Korunu tvoří pavéza, křídla a člunek. Pavéza je až 5 cm dlouhá, mnohem delší než křídla a člunek, někdy je přeložená a zakrývá ostatní korunní lístky. Tyčinek bývá 10, nejčastěji srostlých, jedna z nich je ze ¾ volná, ostatních devět je jen z horní ¼ je volných. Pestík má semeník stopkatý, obvykle chlupatý, se zahnutou čnělkou a hlavatou bliznou. Plodem jsou lusky, podlouhlé, pukavé, často zakřivené nebo mezi semeny zaškrcované, kožovité až dřevnaté, uvnitř bez přehrádek. Semena jsou červená, hnědá nebo dvoubarevná (červeno-černá) a na plodech zůstávají často i dlouho po otevření plodů.

## Rozšíření
Původní druh z Jižní Ameriky (Argentina - Pampa i Chaco, Uruguay, Paraguay, Bolívie, jižní Brazílie), je rozšířena po celých tropech a subtropech po celém světě. Na mnohých místech zplaňuje. V našich podmínkách ji lze pěstovat nejčastěji jako přenosnou rostlinu.

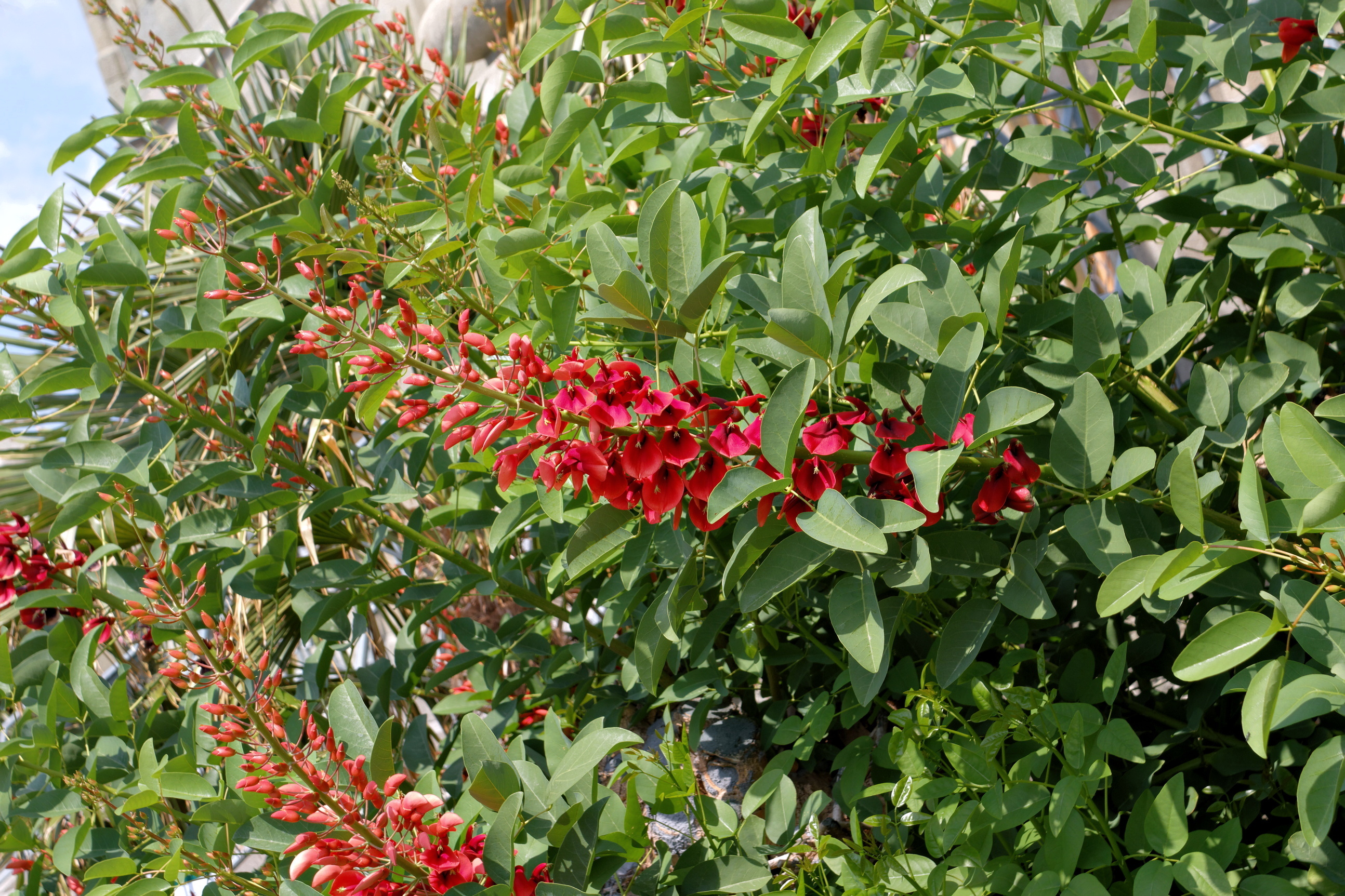
Zarděnice hřebenitá – květenství

## Význam

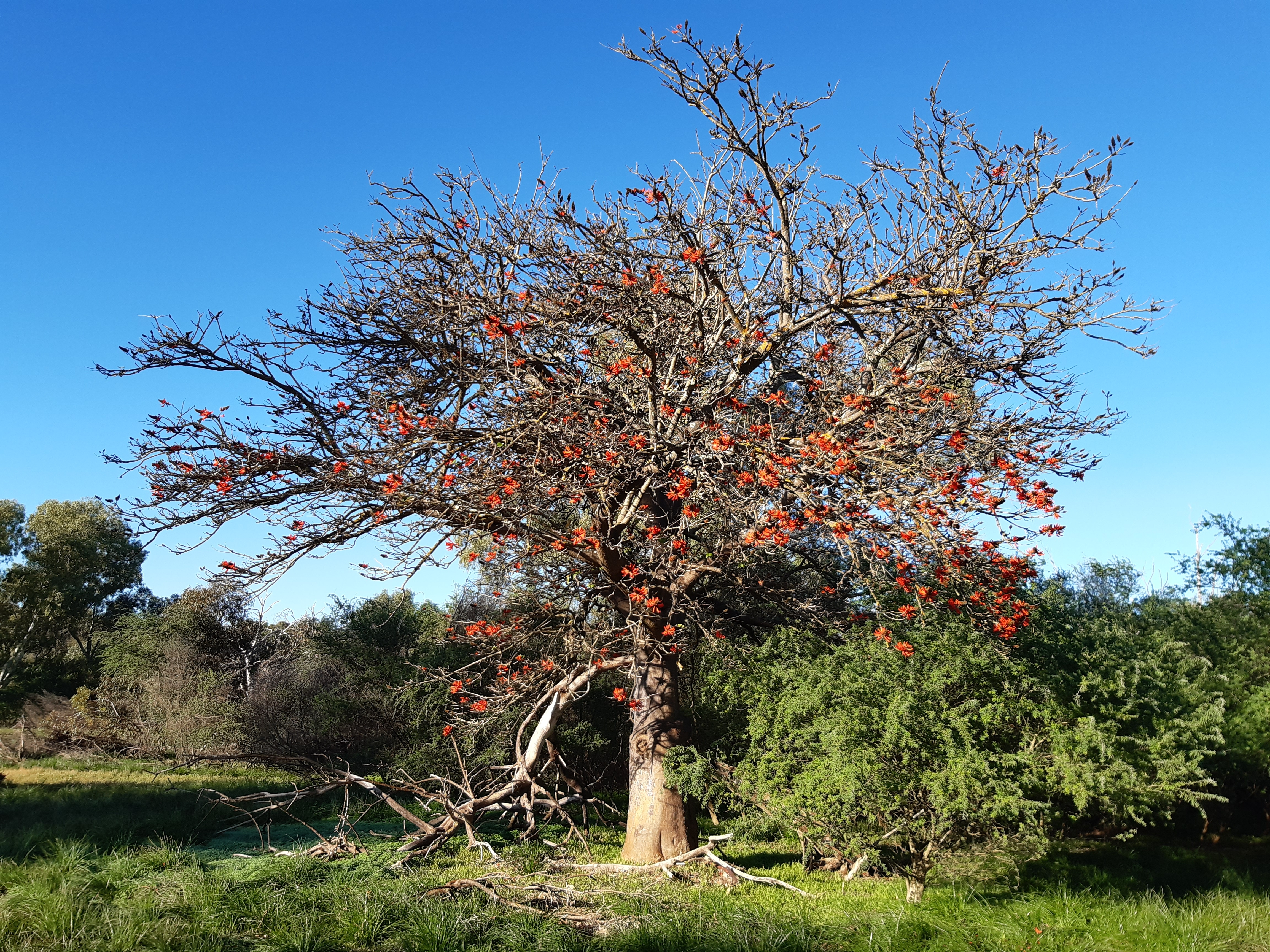
Zarděnice hřebenitá – celkový pohled

Zarděnice se vysazují do parků jako okrasné rostliny nebo se využívají v medicíně.

## Ekologie
Zarděnici vyhovuje vlhká a dobře odvodněná půda, vyskytuje se od pobřeží až do výšky 500 m n. m., vyhovuje jí občas zaplavovaná půda. Opylují ji ptáci – kolibříci (Jižní Amerika) nebo pěvci (ostatní oblasti tropů a subtropů). V našich podmínkách se pěstuje jako přenosná nádobová rostlina, protože snáší teploty maximálně do −5 °C až −10 °C. V našich podmínkách přezimuje v temné a chladné místnosti, kde udržujeme teplotu 1 °C až 5 °C. První květy se objevují kolem 5. roku věku rostliny.
Zarděnice Starého světa (tropická Asie) mají květy otočené o 180° ( pavézou dolů), s pavézou otevřenou a obsahující málo sladký nektar s vysokým obsahem bílkovin, který láká pěvce. Druhy kvetoucí v období sucha poskytují potravu a vodu ptákům a drobným savcům.

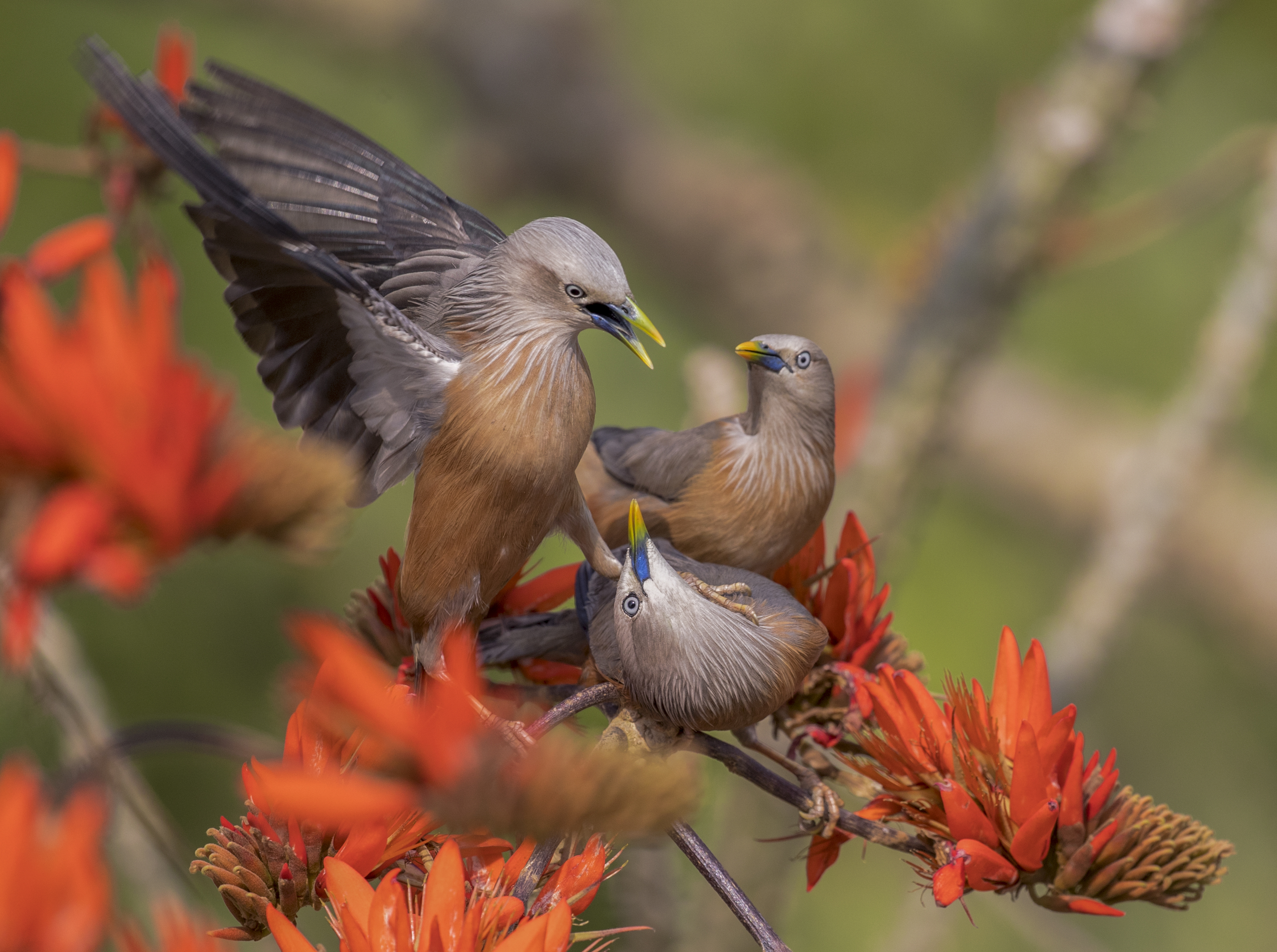
Opylovači zarděnice

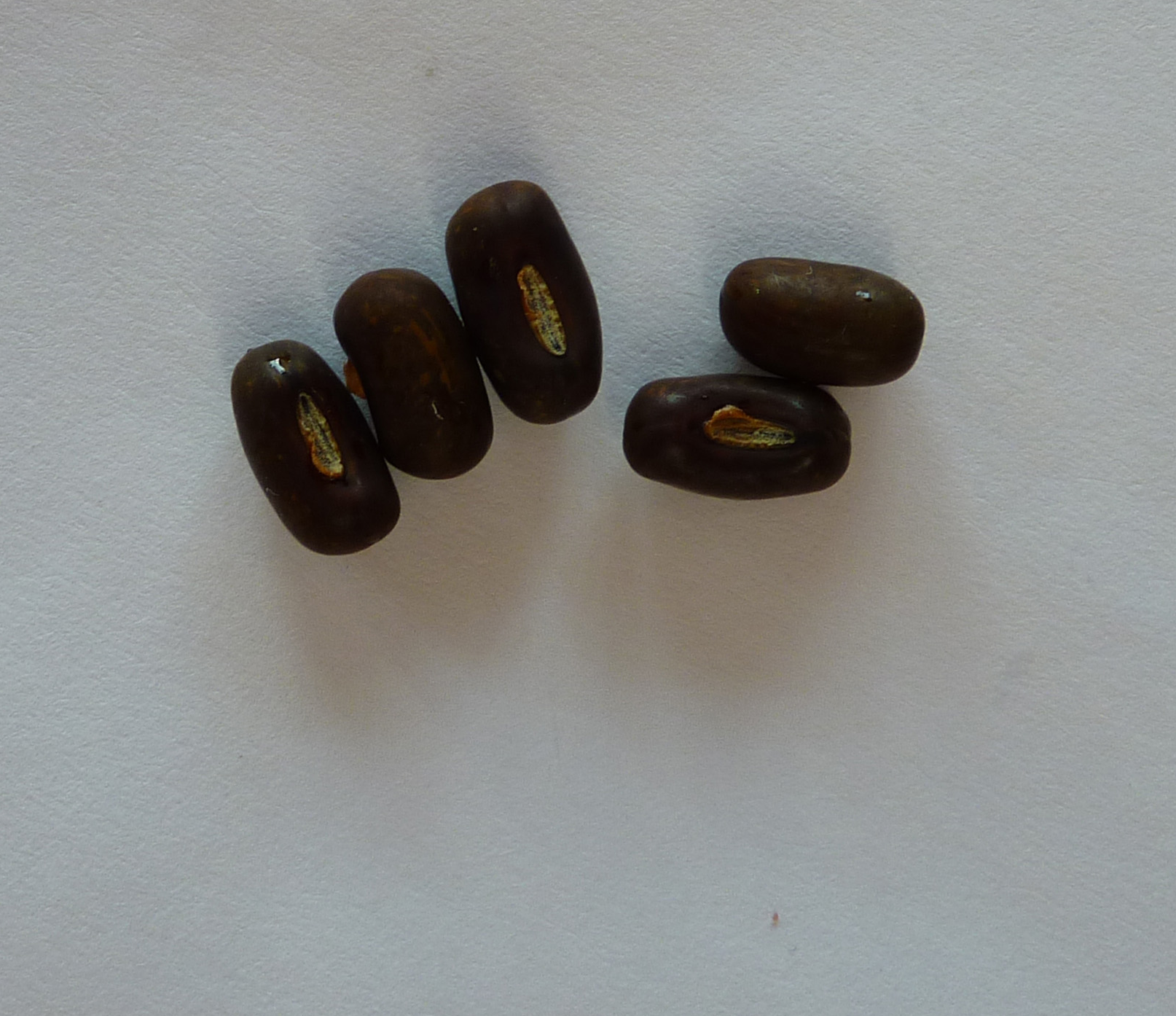
Semena zarděnice